# Contrôle de processus
Le contrôle de processus est un terme utilisé pour désigner l'ensemble du matériel et des logiciels servant à piloter et surveiller le processus de fabrication de produits. 

## Composition
Il est le plus souvent constitué d'une chaîne de moyens (appelée boucle de régulation) :
- capteurs de mesures physiques ou physico-chimiques : pression, niveau, débit, température, pH, viscosité, turbidité, conductivité... Ces capteurs fournissent aux régulateurs de manière continue ou discrète l'indication directe ou indirecte de l'état du processus. Les mesures peuvent être données à l'aide de convertisseurs grandeur - analogique (par exemple, une échelle de température de 0 à 100 °C devient un signal dans une échelle de 4 à 20 mA) ou numériques (réseaux de terrain).
- régulateurs : système matériel et/ou logiciel chargé de faire respecter la consigne de grandeur par rapport aux mesures entrantes en fournissant a posteriori une grandeur de pilotage aux actionneurs agissant sur le processus. Ces régulateurs sont le plus souvent de type P (Proportionnel), PI (Proportionnel - Intégral) ou PID (Proportionnel - Intégral - Dérivé).

Les stratégies de régulation sont parfois aussi de type prédictives, appelées aussi a priori (le terme anglais  FeedForward se réfère à l'entrée spéciale du régulateur utilisée dans ce cas). Les régulateurs peuvent aussi  travailler sur la base de mesures alimentant un modèle mathématique et/ou logique plus ou moins complexe décrivant le comportement du processus (régulateur à modèle interne ou à retour d'état). C'est alors le modèle qui élabore la grandeur de pilotage.
- actionneurs : éléments matériels agissant directement sur le déroulement du processus (vanne de régulation, électro-vanne, moteur, vérin...) et piloté par le régulateur.

## Types de contrôles de processus
Les contrôleurs de processus se répartissent en deux grandes familles : les « homéostats » et les « servo-mécanismes ».
- Les contrôleurs homéostatiques visent à maintenir constante une grandeur physique ou chimique (consigne fixe) quelles que soient les perturbations produites par le milieu extérieur sur le système contrôlé.
- Les contrôleurs par servo-mécanisme visent à faire suivre ou évoluer une grandeur physique ou chimique (consigne variable évoluant dans le temps selon un schéma dynamique) quelles que soient les perturbations produites par le milieu extérieur sur le système contrôlé.

Les schémas dynamiques peuvent être de différents types :
- continu (exemples) : (a) montée régulée en température d'un produit liquide, d'un mélange à débit et quantité dosée d'autres produits solides, suivi d'une mise sous vide régulée, etc. ; (b) sur un tour à copier, déplacement d'un outil de coupe dont la position à tout moment suit celle d'un palpeur qui parcourt le profil de la pièce à copier, etc. ;
- batch : séquences (suites d'opérations) des contrôles de processus  en continu.